# 1 Warszawska Samodzielna Brygada Kawalerii

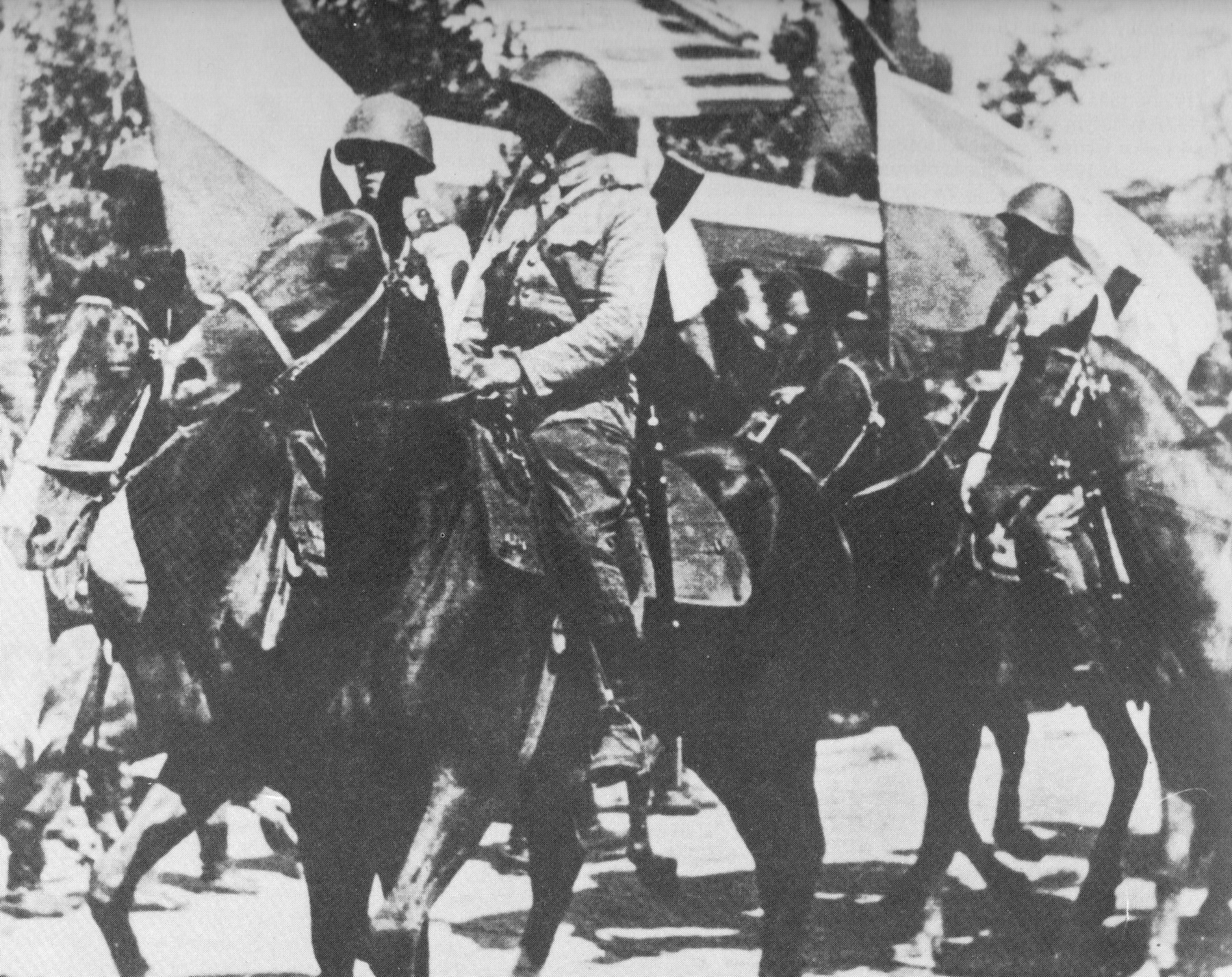
Podczas defilady 15 sierpnia w Lublinie

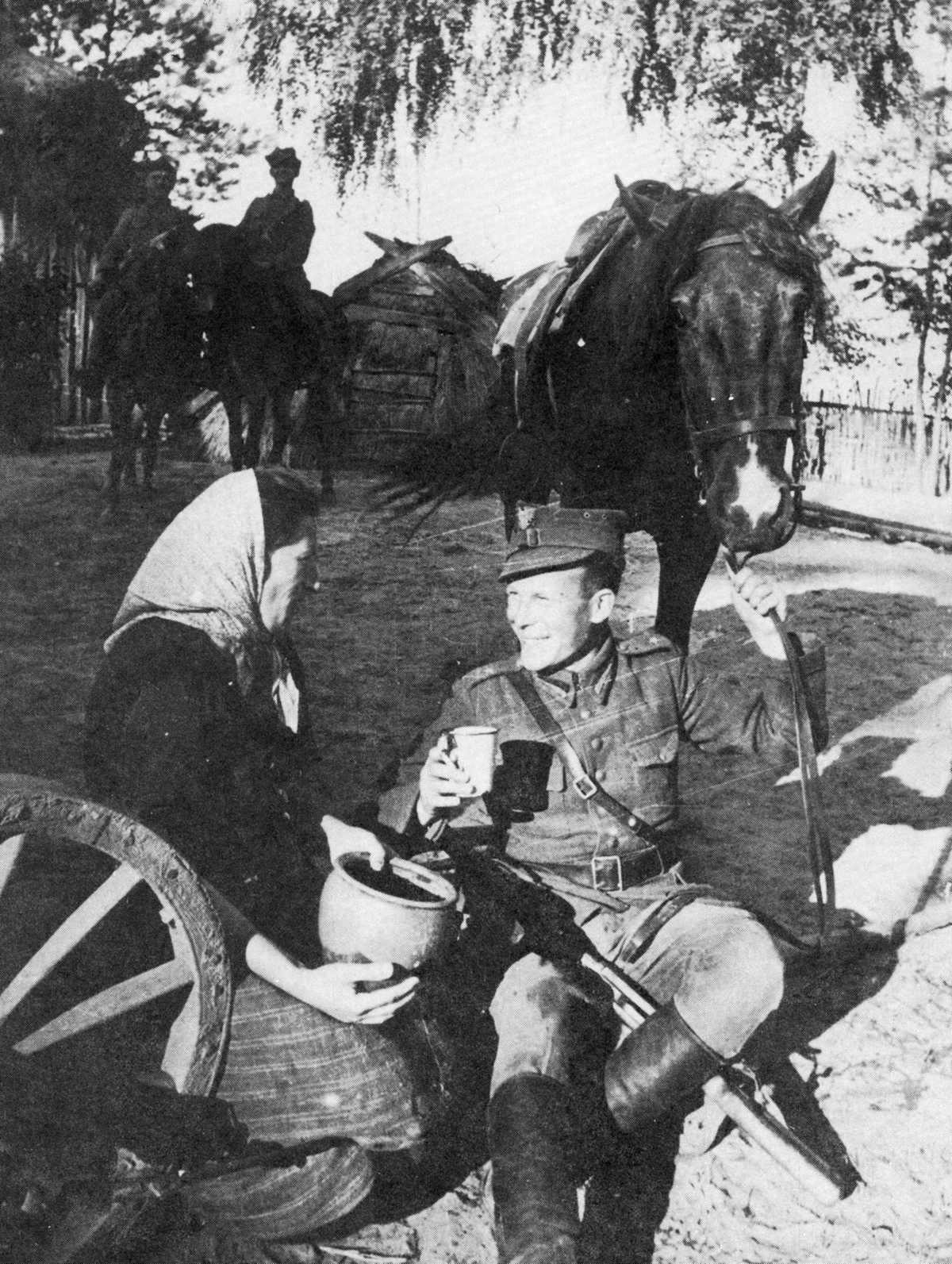
Ułani 1 Brygady pod Warszawą, 1944

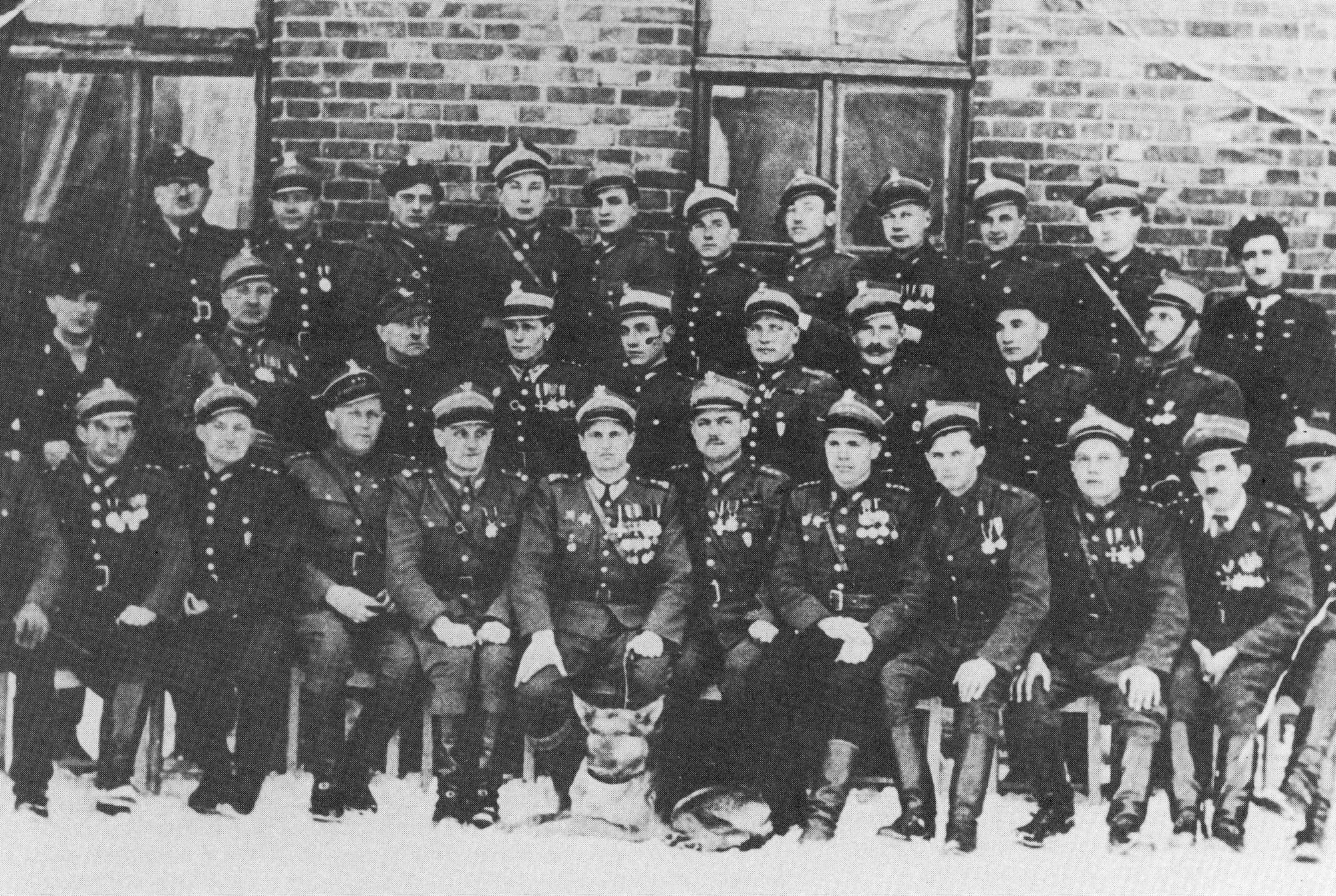
Oficerowie 1 Brygady w styczniu 1945 roku

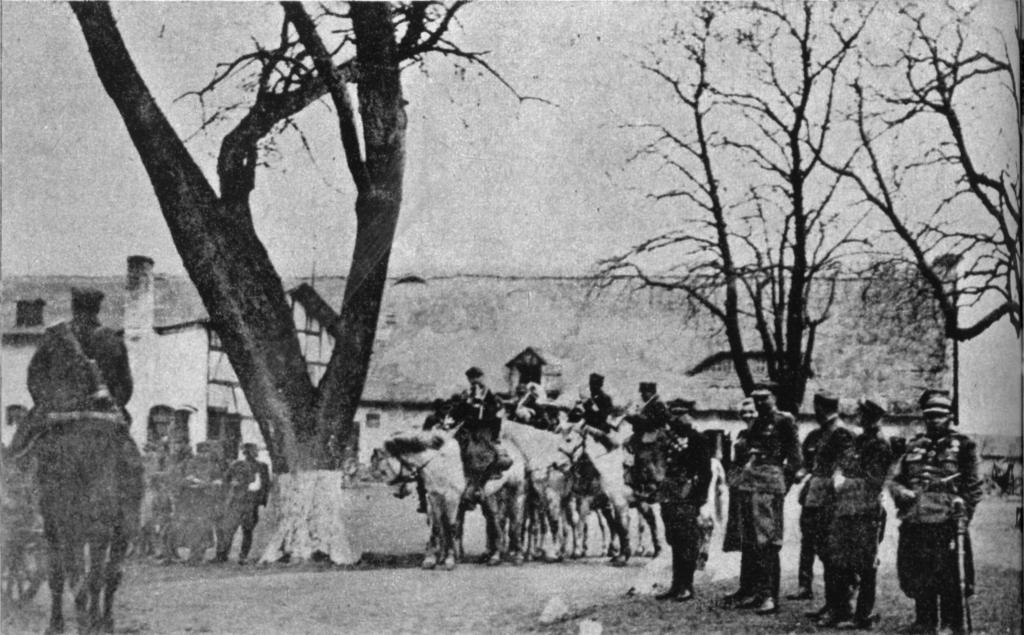
Marzec 1945, po walkach o Wał Pomorski

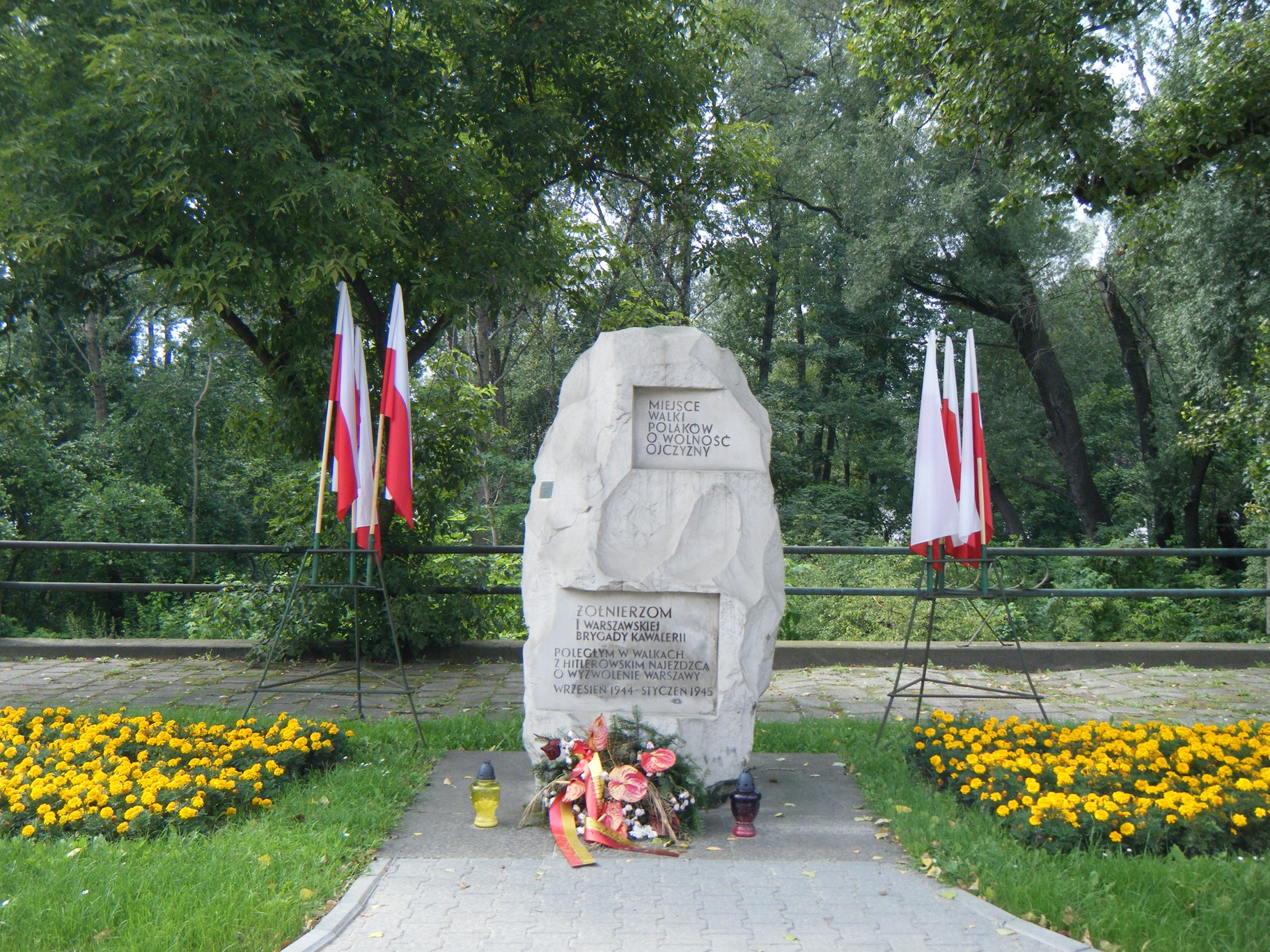
Głaz upamiętniający żołnierzy 1 Warszawskiej Samodzielnej Brygady Kawalerii przy ul. Wybrzeże Szczecińskie w Warszawie

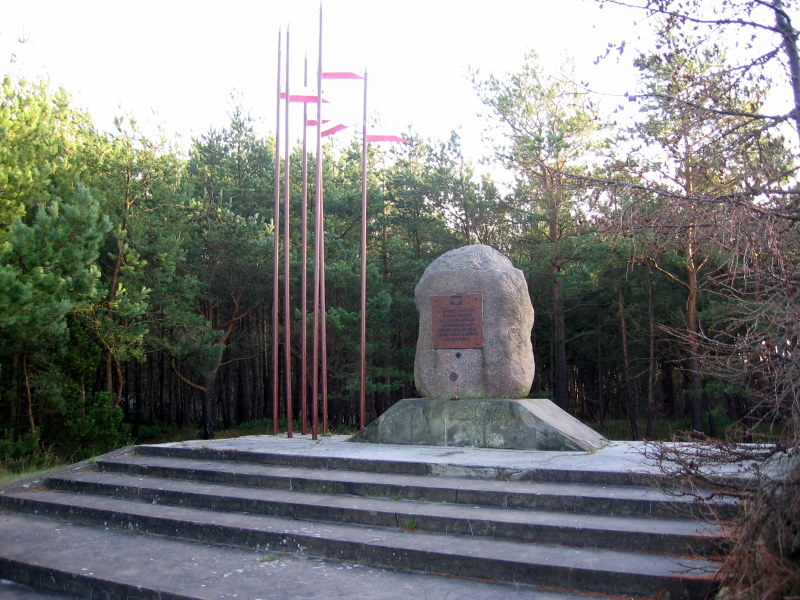
Pomnik zaślubin Polski z morzem w Mrzeżynie

1 Warszawska Samodzielna Brygada Kawalerii – jednostka kawalerii ludowego Wojska Polskiego.
Utworzona w ZSRR w 1944 roku jako 1 Samodzielna Brygada Kawalerii. Był to jedyny związek taktyczny kawalerii polskiej sformowany po kampanii wrześniowej.

## Formowanie i zmiany organizacyjne
Brygadę formowano od marca do maja 1944 roku w Trościańcu na południowy wschód od Sum (Ukraińska SRR) według etatu 06/450 radzieckiej samodzielnej brygady kawalerii. Stan brygady wynosił 3025 żołnierzy, a po zmianach – 3500. Rozkazem nr 38 z 8 maja 1944 roku została włączona w skład 1 Armii Polskiej w ZSRR. Od 6 sierpnia 1944 do końca II wojny światowej działała w składzie 1 Armii Wojska Polskiego.
Żołnierze rekrutowali się przede wszystkim z kawalerzystów polskich – uczestników walk we wrześniu 1939 roku. Ok. 75% stanowili żołnierze 19 pułku Ułanów Wołyńskich i 21 pułku Ułanów Nadwiślańskich, a pozostali z 6 pułku Ułanów Kaniowskich, 9 pułku Ułanów Małopolskich, 12 pułku Ułanów Podolskich, 14 pułku Ułanów Jazłowieckich, 23 pułku Ułanów Grodzieńskich, 2 pułku strzelców konnych i 3 Pułku Strzelców Konnych im. Hetmana Stefana Czarnieckiego i inni, także spoza jednostek kawalerii.
Były jednak braki w kadrze oficerskiej. Stanowiska oficerów starszych obsadzono głównie kawalerzystami z Armii Czerwonej polskiego pochodzenia, natomiast na stanowiska oficerów młodszych promowano podoficerów. Po wkroczeniu do kraju brygada została uzupełniona poborowymi z terenów Wołynia i Podola głównie z okolic Tarnopola i Równego oraz grupą partyzantów 27 Wołyńskiej Dywizji Piechoty.
Poszczególne pododdziały zaprzysiężono w Dobrzyńcu 4, 6 i 13 października 1944 roku.

## Struktura organizacyjna
- Dowództwo i sztab,
- 2 pułk ułanów,
- 3 pułk ułanów,
- 4 dywizjon artylerii konnej
- dywizjon szkolny,
- 8 bateria przeciwlotnicza,
- 12 szwadron saperów,
- służby:
  - 4 park amunicyjny,
  - 5 ambulans weterynaryjny,
  - 6 szwadron medyczno-sanitarny,
  - 7 kolumna taborowa,
  - 9 szwadron zabezpieczenia technicznego,
  - 10 szwadron łączności,
  - Wojskowa Stacja Pocztowa nr 2977.

Stan etatowy: 3025 ludzi (302 oficerów, 693 podoficerów, 2 030 szeregowych), następnie 3 500 ludzi; 3 004 konie, 7 motocykli, 109 samochodów, 25 radiostacji, 429 pistoletów maszynowych, 2 427 karabinków, 60 karabinów maszynowych, 6 wielkokalibrowych karabinów maszynowych (DSzK), 48 rusznic przeciwpancernych, 24 moździerze 82 mm, 20 armat 76 mm, 6 armat przeciwlotniczych 37 mm wz. 1939 (61-K).

## Dowództwo brygady
Dowódca brygady:
- płk Władimir Radziwanowicz (12 kwietnia 1944 – 12 lutego 1945),
- p.o. ppłk Konstanty Gryżewski (15 lutego – 2 marca 1945),
- płk Aleksander Dawidziuk (3 marca – 1 maja 1945).

Zastępca dowódcy brygady ds. polityczno-wychowawczych:
- rtm. (mjr, ppłk) Stanisław Arkuszewski (1 maja 1944 – do końca wojny).

Zastępca dowódcy brygady ds. liniowych:
- vakat – do 8 kwietnia 1945,
- ppłk Andrzej Lisowski (8 kwietnia 1944 – do końca wojny).

Szef sztabu:
- ppłk Mikołaj Pichowicz (1 maja 1944 – 5 lutego 1945),
- p.o. mjr Leonid Maksimow (5 lutego – 3 marca 1945),
- ppłk Mikołaj Pichowicz (3 marca 1945 – do końca wojny).

## Działania bojowe
Po ukończeniu szkolenia i otrzymaniu wyposażenia kawaleryjskiego, 1 Brygada osiągnęła gotowość bojową. Na początku lipca 1944 roku transportem kolejowym przewieziono brygadę z rejonu Sum na Wołyń w okolicę Kiwerc, gdzie skoncentrowała się w lasach w rejonie Onewa i Suska. 23 lipca opuściła rejon wyczekiwania i po forsownym marszu doszła do Chełma, gdzie pełniła służbę garnizonową i ochraniała PKWN. 15 sierpnia 1944 roku wzięła udział w defiladzie w Lublinie. Defilowała przed przewodniczącym Krajowej Rady Narodowej Bolesławem Bierutem.
Do walki brygada weszła po raz pierwszy we wrześniu 1944 roku na przyczółku warecko-magnuszewskim. Następnie wkroczyła na Pragę, gdzie w czasie forsowania Wisły prowadziła działania demonstracyjne w rejonie mostu Kierbedzia. Od października do grudnia Brygada znajdowała się na linii frontu w rejonie Glinianka - Kołbiel, a następnie Świdry Małe - Karczew.
Podczas radzieckiej ofensywy styczniowej 1945 roku jednostka wojskowa sforsowała Wisłę i wkroczyła do Warszawy od strony Służewca, po czym otrzymała rozkaz przejścia do Bydgoszczy. 
Następnie walczyła na Pomorzu wraz z oddziałami 1 Armii Wojska Polskiego, m.in. o Podgaje, Jastrowie, Wielboki, Sośnicę.
1 marca 1945 roku 1 Warszawska Samodzielna Brygada Kawalerii przeprowadziła ostatnią w historii jazdy polskiej szarżę kawaleryjską, na pozycje niemieckie we wsi Borujsko (Schönfeld), stanowiące część trzeciej linii umocnień Wału Pomorskiego. Wcześniejsze natarcia na Borujsko tego dnia – czołgi i oddziały 2 Warszawskiej Dywizji Piechoty – nie przynosiły powodzenia z uwagi na trudny podmokły teren i położenie wsi na wzniesieniu, na otwartym terenie. Do wsparcia kolejnego natarcia wyznaczono grupę bojową kawalerii w składzie dwóch szwadronów pod dowództwem podporucznika Zbigniewa Staraka. Grupa konna, po zaciętej walce, zdobyła Borujsko ze stratą w boju zaledwie 7 ułanów zabitych i 10 rannych.
Brygada wzięła następnie udział w walkach o Gryfice oraz dokonała uroczystych zaślubin Polski z morzem w Mrzeżynie. W tym czasie walczyła w składzie 7 Gwardyjskiego Korpusu Kawalerii Armii Czerwonej. W kwietniu 1945 roku zajmowała pozycje obronne wzdłuż brzegów rzeki Dziwna i Zalewu Szczecińskiego. Po przekroczeniu Odry, warszawscy kawalerzyści rozpoczęli walki w Brandenburgii podchodząc do północnych przedmieść Berlina. W pierwszych dniach maja Warszawska Brygada przeszła w okolice Łaby, kończąc szlak bojowy w rejonie Wandlitz.
W dniu 15 maja 1945 rozkazem Naczelnego Dowódcy Wojska Polskiego przeformowano 1 Warszawską Samodzielną Brygadę Kawalerii na 1 Warszawską Dywizję Kawalerii, istniejącą do 1947 roku.
|  |  |  |

## Symbole brygady
Sztandar
Sztandar został ufundowany przez społeczeństwo Lublina w lipcu 1944 roku i wręczony brygadzie na froncie. Wykonały go w Lublinie zakonnice wg wzoru sztandarów kawaleryjskich okresu międzywojennego z wizerunkiem krzyża Virtuti Militari. Po raz pierwszy na sztandar ten składało przysięgę uzupełnienie wcielone do brygady na Pradze.
Proporczyk na mundur
Proporczyki sztabu brygady i służb były czerwono-jasnoniebieskie.
Proporczyki na lance
Początkowo brygada lanc nie posiadała, jednakże rozkaz dowódcy 1 KPSZ w ZSRR nr 13 z 24 października 1943 roku przewidywał wyposażenie kawalerii w proporczyki na lance o barwach narodowych. Pierwsze lance sporządzono prowizorycznie. Po wkroczeniu na dawne tereny polskie uzyskano pewną liczbę lanc z okresu międzywojennego, które wożono jako oznaki poszczególnych szwadronów. Z czasem proporczyki o barwach narodowych zaczęto zastępować proporczykami o barwach pułków lub szwadronów specjalnych, na których zaznaczano numer szwadronu albo baterii. Proporce szwadronowe miały wygląd prostokąta z wycięciem, złożonego jakby z dwóch części: od strony wycięcia proporzec był dwukolorowy o barwach pułku.
Poszczególne szwadrony oznaczano barwami: 1 szwadron – czerwony, 2 szwadron – biały, 3 szwadron – żółty, 4 szwadron – niebieski, szwadron ckm – czarny. Dowództwo 1 SBK używało proporca w formie biało-czerwonego trójkąta, a po utworzeniu 1 WDK proporca złożonego od strony wycięcia z części biało-czerwonej, a od strony drzewca z kwadratu podzielonego na cztery pola oznaczające pułki. W górnym rzędzie: pole czerwone z cyfrą 1 oznaczało 1 puł, pole białe z cyfrą 2 – 2 puł; w dolnym rzędzie: pole żółte z cyfrą 3 – 3 puł, pole czarne bez cyfry – 57 pak.

## Upamiętnienie
W 1967 przy ul. Wybrzeże Szczecińskie w Warszawie, w pobliżu mostu Poniatowskiego, odsłonięto głaz z wykutym napisem upamiętniający żołnierzy 1 Warszawskiej Brygady Kawalerii poległych w walkach o wyzwolenia Warszawy we wrześniu 1944 i styczniu 1945.

## Nazwy wyróżniające i odznaczenia
Rozkazem dowódcy 1 Armii Wojska Polskiego nr 60 z 24 lutego 1945 roku i rozkazem Naczelnego Dowództwa Armii Czerwonej nr 011 z 19 lutego 1945 roku brygada otrzymała miano Warszawska.
Rozkazem Naczelnego Dowódcy Wojska Polskiego nr 127 z 8 maja 1946 roku została odznaczona Orderem Krzyża Grunwaldu III klasy.